# Graafschap Wernigerode
Wernigerode was een tot de Opper-Saksische Kreits behorend graafschap binnen het Heilige Roomse Rijk.
In 1121 verplaatsen de graven van Haymar bij Hildesheim hun zetel naar Wernigerode. Zij verwerven de voogdij over de kloosters Ilseburg en Drübeck. In 1343 krijgen zij van de graaf van Regenstein grafelijke rechten rond Wernigerode.
In 1368 wordt Wernigerode als leen opgedragen aan het keurvorstendom Brandenburg, in 1381 aan het aartsbisdom Maagdenburg.
Na het uitsterven van de graven in 1429, komt het graafschap op grond van een erfverbroedering aan de graven van Stolberg. Vanaf 1449 is het graafschap weer een leen van Brandenburg.
Na de dood van graaf Albrecht Georg wordt er op 17 augustus 1587 een verdelingsverdrag gesloten. Daarbij krijgt Wolfgang Ernst het graafschap Wernigerode. Na zijn dood in 1606 komt het graafschap weer in personele unie met het graafschap Stolberg.
Op 31 mei 1645 vindt er een nieuwe verdeling plaats van de landen van het huis Stolberg. Hendrik Ernst krijgt het graafschap Wernigerode, Schauen, de aanspraak op het ambt Elbingerode en op de Stapelburg en het woud van Hohenstein, Gedern (deel van het graafschap Königstein), Schwarza en Ilsenburg.
Op 7 augustus 1677 delen de zoons van de in 1672 overleden graaf Hendrik Ernst.
- Ernst krijgt het graafschap Wernigerode
- Lodewijk Christiaan krijgt de heerlijkheid Schwarza en het pandschap van het Stolbergse ambt Questenberg. Verder de heerlijkheid Gedern en het woud van Hohenstein.

In 1710 overlijden beide broers. De oudste heeft geen zonen, de jongste heeft er drie. Bij testament is de volgende verdeling vastgelegd:
- Christiaan Ernst krijgt het graafschap Wernigerode
- Frederik Karel krijgt de heerlijkheid Gedern (uitgestorven 1804)
- Hendrik August krijgt Schwarza (uitgestorven 1748)

Na 1680 weet Brandenburg steeds meer rechten over het graafschap te verwerven. In 1718 wordt het defacto door Brandenburg-Pruisen gemediatiseerd. Als Pruisen in de Vrede van Tilsit in 1807 alle gebieden ten westen van de Elbe moet afstaan, gaat ook Wernigerode verloren. Het maakt vervolgens deel uit van het koninkrijk Westfalen. Na de napoleontische nederlagen in 1813 wordt het Pruisische bewind hersteld, wat bevestigd wordt op het Congres van Wenen in 1815.